# Archigram
Archigram fue un grupo creado en la década de 1960 —principalmente en la Asociación de Arquitectura de Londres-. Enmarcado en el antidiseño, era futurista, antiheroico y pro-consumista, inspirándose en la tecnología con el fin de crear una nueva realidad que fuese expresada solamente a través de proyectos hipotéticos.
En los cómics arquitectónicos, plagados de fantasía, del grupo inglés Archigram se presentaron modelos de ciudades tanto serios como desenfrenadamente divertidos y utópicos, concebidos para una civilización globalizada. La estética de Cabo Cañaveral se unía con el happening y la cultura popular de la vida diaria.
Los principales miembros del grupo fueron: Peter Cook, Warren Chalk, Ron Herron, Dennis Crompton, Michael Webb y David Greene inventaron el nombre de "Archigram" que sugería mensajes breves, concisos y fáciles de retener, en relación con la arquitectura. Su medio principal era una especie de revista underground, que comenzó a publicarse en lapsos irregulares de tiempo a partir de 1961. Mientras que la revista al principio solo circulaba entre grupos e iniciado, si bien entre ellos pronto se convirtió en toda una institución, el grupo se dio a conocer en la primera exposición conjunta "living city" celebrada en el instituto de arte contemporáneo de Londres en 1963.
En el panfleto Archigram I publicado en 1961 exhibieron sus ideas. Encargados de realizar una infraestructura ligera, con tecnología de punta, enfocada hacia la tecnología de supervivencia, experimentaron con tecnología clip-on, medios desechables, cápsulas espaciales y con la imaginería del consumo masivo. Sus obras ofrecían visiones seductoras de una glamourosa era futura de las máquinas; sin embargo, los temas sociales y ambientales fueron dejados de lado.
Las obras de Archigram basaban su sesgo futurista en la obra del arquitecto italiano Antonio Sant'Elia. Richard Buckminster Fuller fue también una importante fuente de inspiración. Los trabajos de Archigram sirvieron, a su vez, como fuentes de inspiración de trabajos posteriores como el Centro Georges Pompidou, hecho en 1971 por Renzo Piano y Richard Rogers en París, así como la obra de Gianfranco Franchini y Future Systems.
Archigram se convirtió en el protagonista de una nueva filosofía urbana, que sintetizaba el Pop Art contemporáneo con la estética de la ciencia ficción.

## Proyectos
Algunos proyectos famosos de Archigrama son el "Walking Cities" de Ron Herron y el "Plug-in-City" de Peter Cook, ambos realizados en 1958.

### Plug-in-City, Peter Cook, 1964
Plug-in-City  Erase una mega-estructura que no poseía construcciones, tan sólo una armazón de gran tamaño en la cual podían encajarse habitaciones en forma de celda o componentes estandarizados. La máquina comenzaba a funcionar y la gente era el material bruto a procesar en donde, en teoría, debía la gente disfrutar la experiencia.
El proyecto fue desarrollado entre 1962 y 1966, proponiendo una ciudad que evolucionase con sus habitantes-usuarios. Cada elemento tenía una durabilidad; la estructura tubular base; 40 años, las cápsulas varían según su programa, desde los 6 meses de espacio en una tienda hasta los 5-8 años de dormitorios y salones. Las cápsulas de vivienda estaban ubicadas en la estructura en forma de A para obtener iluminación y facilitar el acceso, el espacio interior que se genera es ocupado por comercio. Estaban previstas diferentes vías de transporte cualificadas por velocidad, transporte vertical de mercancías mediante grúas y escaleras mecánicas para peatones. En lo alto un globo inflable se activa con el mal tiempo.
Las unidades de universidad fueron más detalladas; mostrando su evolución en el tiempo desde cápsulas que funcionan como aulas hasta un espacio público amplio y pequeñas cápsulas de vivienda.

### The Walking City, Ron Herron, 1964
La Walking City (ciudad caminante) fue una idea propuesta por el arquitecto británico Ron Herron en 1964. En un artículo de la revista avand-gard Archigram, Ron Herron propuso construir masivas estructuras robóticas movibles, que pudiesen deambular por el mundo, teniendo inteligencia propia, trasladándose a donde fuese que sus habilidades manufactureras fuesen necesarias. Varias ciudades movibles podrían conectarse entre ellas mismas para formar "Walking Metroplies" (Metrópolis Caminantes) y separarse en el caso de que su fuerza conjunta ya no fuera necesaria. 
Edificios o estructuras individuales también pueden ser móviles, moviéndose siempre que su propietario quería o necesidades dictado.
Edificaciones y estructuras individuales también eran movibles en el caso de que su dueño quisiera. Esta era una ciudad que salía caminando sola. Es decir, en la noche, mientras todos dormían, unas patas se le desprendían desde abajo y emprendía su viaje.

### The Instant City, Peter Cook (1968)
Proyecto de investigación especulativa que explora las posibilidades de inyectar la dinámica metropolitana en otras áreas a través de eventos temporales, estructuras, instalaciones móviles y tecnología de la información.
Instant City forma parte de una serie de investigaciones sobre instalaciones móviles que se realizan conjuntamente con establecimientos fijos que requieren servicios ampliados durante un período limitado para satisfacer un problema extremo pero temporal.